# Ginnastica ritmica ai Giochi della XXXII Olimpiade - Concorso individuale
La competizione del concorso individuale ginnastica ritmica dei Giochi della XXXII Olimpiade di Tokyo si è svolto tra il 6 e il 7 agosto 2021 presso lo Ariake Gymnastics Centre.
L'israeliana Linoy Ashram, con la vittoria all'evento, è divenuta la prima donna di Israele a vincere una medaglia d'oro olimpica al concorso individuale di ginnastica ritmica, così come la prima donna del Paese a vincere una medaglia d'oro alle Olimpiadi. Inoltre, per la prima volta dal 1996, la competizione è stata vinta da una atleta non russa e la prima volta che una donna non proveniente dall'ex URSS riesce a vincere la competizione dalla sua inaugurazione alle Olimpiadi del 1984.

## Format della competizione
La competizione consiste di un girone di qualificazione e una finale. Le migliori 10 atlete delle qualificazione accedono direttamente in finale. Ad ogni girone le atlete si esibiscono con quattro esercizi, utilizzando ogni volta un attrezzo differente (cerchi, palle, clavette e nastro), i cui singoli punteggi vengono sommati per conteggiare il totale.

## Qualificazione
| Pos. | Nome                     |             |             |             |             | Totatle | Qual. |
| ---- | ------------------------ | ----------- | ----------- | ----------- | ----------- | ------- | ----- |
| 1    | Dina Averina             | 27.625 (1)  | 27.600 (2)  | 28.275 (1)  | 22.800 (3)  | 106.300 | Q     |
| 2    | Arina Averina            | 27.225 (2)  | 27.250 (3)  | 28.100 (2)  | 23.600 (1)  | 106.175 | Q     |
| 3    | Linoy Ashram             | 23.500 (13) | 28.250 (1)  | 27.850 (3)  | 23.500 (2)  | 103.100 | Q     |
| 4    | Alina Harnas'ko          | 26.400 (3)  | 27.200 (4)  | 23.900 (14) | 21.750 (5)  | 99.250  | Q     |
| 5    | Anastasija Salos         | 25.700 (4)  | 26.300 (5)  | 24.550 (11) | 22.600 (4)  | 99.150  | Q     |
| 6    | Milena Baldassarri       | 24.550 (6)  | 25.700 (7)  | 25.650 (7)  | 20.150 (14) | 96.050  | Q     |
| 7    | Nicol Zelikman           | 24.350 (8)  | 25.500 (9)  | 24.950 (8)  | 21.100 (9)  | 95.900  | Q     |
| 8    | Borjana Kalejn           | 24.100 (9)  | 25.800 (6)  | 26.600 (4)  | 19.150 (18) | 95.650  | Q     |
| 9    | Viktorija Onoprijenko    | 23.800 (10) | 24.300 (11) | 26.100 (5)  | 21.250 (6)  | 95.450  | Q     |
| 10   | Chrystyna Pohranyčna     | 24.600 (5)  | 23.800 (13) | 25.700 (6)  | 19.000 (19) | 93.100  | Q     |
| 11   | Sumire Kita              | 23.150 (14) | 23.900 (12) | 24.550 (10) | 21.200 (8)  | 92.800  | R     |
| 12   | Evita Griskenas          | 23.675 (11) | 23.400 (16) | 23.850 (15) | 20.775 (12) | 91.700  | R     |
| 13   | Laura Zeng               | 22.000 (20) | 23.700 (14) | 24.700 (9)  | 21.000 (10) | 91.400  | R     |
| 14   | Katrin Taseva            | 24.450 (7)  | 24.600 (10) | 24.400 (12) | 17.650 (22) | 91.100  | R     |
| 15   | Alexandra Agiurgiuculese | 22.050 (19) | 25.600 (8)  | 24.150 (13) | 19.250 (17) | 91.050  |       |
| 16   | Ekaterina Vedeneeva      | 22.800 (17) | 23.550 (15) | 22.550 (18) | 20.800 (11) | 89.700  |       |
| 17   | Salome Pazhava           | 23.550 (12) | 21.950 (22) | 23.500 (17) | 20.650 (13) | 89.650  |       |
| 18   | Zohra Aghamirova         | 23.000 (16) | 23.400 (17) | 21.500 (21) | 19.900 (15) | 87.800  |       |
| 19   | Chisaki Oiwa             | 23.100 (15) | 19.600 (24) | 23.600 (16) | 21.250 (7)  | 87.550  |       |
| 20   | Fanni Pigniczki          | 21.200 (22) | 22.400 (20) | 21.350 (23) | 19.450 (16) | 84.400  |       |
| 21   | Alina Adilkhanova        | 20.550 (24) | 22.450 (19) | 22.200 (20) | 18.600 (20) | 83.800  |       |
| 22   | Rut Castillo             | 22.350 (18) | 22.700 (18) | 21.500 (22) | 16.200 (23) | 82.750  |       |
| 23   | Lidiia Iakovleva         | 20.600 (23) | 19.800 (23) | 22.325 (19) | 16.050 (24) | 78.775  |       |
| 24   | Ekaterina Fetisova       | 19.800 (25) | 19.400 (25) | 17.950 (25) | 18.350 (21) | 75.500  |       |
| 25   | Habiba Marzouk           | 21.700 (21) | 22.150 (21) | 21.100 (24) | 8.400 (26)  | 73.350  |       |
| 26   | Márcia Lopes             | 7.550 (26)  | 13.200 (26) | 12.550 (26) | 9.550 (25)  | 42.850  |       |

- In grassetto — punteggio massimo ottenuto nei quattro esercizi.

Fonte:

## Finale
| Pos.    | Nome                  |             |             |             |             | Totale  |
| ------- | --------------------- | ----------- | ----------- | ----------- | ----------- | ------- |
| Oro     | Linoy Ashram          | 27.550 (1)  | 28.300 (2)  | 28.650 (1)  | 23.300 (2)  | 107.800 |
| Argento | Dina Averina          | 27.200 (2)  | 28.300 (1)  | 28.150 (2)  | 24.000 (1)  | 107.650 |
| Bronzo  | Alina Harnas'ko       | 26.500 (4)  | 27.500 (4)  | 27.600 (4)  | 21.100 (8)  | 102.700 |
| 4       | Arina Averina         | 26.850 (3)  | 27.900 (3)  | 27.800 (3)  | 19.550 (10) | 102.100 |
| 5       | Borjana Kalejn        | 25.900 (5)  | 25.625 (6)  | 26.650 (5)  | 22.450 (3)  | 100.625 |
| 6       | Milena Baldassarri    | 25.100 (7)  | 25.625 (5)  | 26.500 (6)  | 22.400 (4)  | 99.625  |
| 7       | Nicol Zelikman        | 23.700 (10) | 24.150 (7)  | 25.600 (8)  | 22.150 (5)  | 95.600  |
| 8       | Anastasija Salos      | 25.425 (6)  | 23.000 (10) | 24.950 (9)  | 21.800 (6)  | 95.175  |
| 9       | Chrystyna Pohranyčna  | 24.500 (8)  | 24.100 (8)  | 24.900 (10) | 21.600 (7)  | 95.100  |
| 10      | Viktorija Onoprijenko | 24.000 (9)  | 23.550 (9)  | 26.100 (7)  | 19.700 (9)  | 93.350  |
| Fonte:  |                       |             |             |             |             |         |

## Controversie in Russia
La vittoria dell'israeliana in Russia è stata vista in maniera controversa, in quanto all'atleta è caduto il suo attrezzo durante l'esibizione con il nastro. Il Comitato Olimpico Russo (COR) ha constatato che l'atleta non ha ricevuto una notevole riduzione di punteggio, che avrebbe cambiato i risultati finali vista la poca differenza di punteggio tra la vincitrice israeliana e la russa Dina Averina. Nel mentre, i sostenitori di Ashram e i giudici olimpici hanno fatto notare che la difficoltà combinata generale dell'israeliana era di un punto superiore a quella della russa, che avrebbe permesso alla Ashram di vincere comunque la competizione anche se le fosse stato ridotto il punteggio per aver fatto cadere il nastro.
Dopo la pubblicazione dei risultati finali, il coach del Comitato Olimpico Russo ha sottoposto a inchiesta il punteggio attribuito all'esibizione con il nastro della sua atleta, Dina Averina, ma il punteggio è rimasto invariato. Averina ha commentato che era fermamente convinta che i giudici stessero supportando l'israeliana, penalizzando la sua esibizione, dichiarando di sentirsi la campionessa in carica. La sua posizione è stata fortemente supportata dai media di stato russi, i quali hanno dichiarato che la Averina è rimasta vittima di "giochi politici" e le è stato negato l'oro di proposito, definendo l'accaduto come una "cospirazione contro la Russia".